# گیلدا بارابینو
گیلدا بارابینو رئیس دانشکده مهندسی اولن و استاد بیوشیمی و مهندسی شیمی است.
در ۴ مارس، او رئیس منتخب انجمن پیشبرد علوم آمریکا شد.

## جوایز و افتخارات
- ۲۰۱۹: عضو آکادمی ملی مهندسی[۴]
- ۲۰۱۹: جایزه مؤسسه مهندسان شیمی آمریکا برای خدمات به جامعه[۵]
- ۲۰۱۸: جایزه دکتر جوزف ان. کنن برای تعالی مهندسی شیمی از سازمان ملی برای پیشرفت حرفه ای شیمی دانان سیاه و مهندسان شیمی[۶]
- ۲۰۱۷: جایزه پیر گالتی مؤسسه آمریکایی مهندسی پزشکی و زیست‌شناسی[۷]
- ۲۰۱۶–۱۸: رئیس مؤسسه آمریکایی مهندسی پزشکی و زیست‌شناسی[۸]
- ۲۰۱۶: مدرک افتخاری از دانشگاه خاویر لوئیزیانا[۹]
- ۲۰۱۵: جایزه ریاست جمهوری برای تعالی در علوم، ریاضیات و راهنمایی مهندسی[۱۰]
- ۲۰۱۲–۲۰۱۴: رئیس انجمن مهندسی پزشکی-پزشکی
- ۲۰۱۲–۲۰۱۴: مدرس برجسته سیگما شی
- ۲۰۱۱: جایزه زن متمایز فناوری جورجیا
- ۲۰۱۱: انجمن آمریکایی برای پیشرفت دانشمند علمی
- ۲۰۱۰: عضو انجمن مهندسی پزشکی
- ۲۰۱۰: جایزه تنوع انجمن مهندسی پزشکی
- ۲۰۱۰: جایزه مهندسان برجسته مؤسسه مهندسان شیمی آمریکا MAC
- ۲۰۱۰: جایزه خدمات ممتاز مؤسسه مهندسان شیمی آمریکا MAC
- ۲۰۰۹: فارغ التحصیلان برجسته مهندسی زیستی دانشگاه رایس
- ۲۰۰۷: عضو مؤسسه مهندسی پزشکی و زیست‌شناسی آمریکا
- ۱۹۹۶–۱۹۹۸: جایزهٔ بنیاد ملی علوم